# Dettwiller
Dettwiller (deutsch Dettweiler) ist eine französische Gemeinde mit 2.582 Einwohnern (Stand 1. Januar 2021) im Département Bas-Rhin in der Europäischen Gebietskörperschaft Elsass und in der Region Grand Est. Sie liegt im Kanton Saverne, 36 km von Straßburg entfernt. Dettwiller liegt am Canal de la Marne au Rhin, sowie am parallel verlaufenden Fluss Zorn, in den hier sein Zufluss Mossel einmündet. Der Ort ist Bahnstation an der Strecke Paris–Straßburg und wird von der Autobahn A4 durchquert.

## Wappen
Wappenbeschreibung: In Schwarz eine schrägrechts gelegte silberne Sense mit goldenem Stiel und mit der Klinge zum Schildfuß zeigend.

## Geschichte
1940 wurden die jüdischen Einwohner während der deutschen Besatzung nach Südfrankreich deportiert. Laut Yad Vashem kamen später nachweislich mindestens einundzwanzig ehemalige Einwohner im Holocaust ums Leben.

## Schuhindustrie
Um 1810 wurden eine Spinnerei und eine Weberei im Schlossgebäude mit 180 Beschäftigten eingerichtet. Um 1830 startete Herr Roth, ein Schuhmacher, die Herstellung von Schuhen. Ab 1870 wurden weitere Unternehmen gegründet. Vor dem Zweiten Weltkrieg beschäftigten ein Dutzend Fabriken ca. 900 Personen. Eine schwere Wirtschaftskrise zwischen den Jahren 1954 und 1960 verursachte die Schließung zahlreicher Fabriken.
1960 gründete Adolf Dassler in der alten Levy-Fabrik das Tochterunternehmen Adidas France. Er fing mit ca. 20 Personen an und übernahm nach und nach weitere Produktionswerke und beschäftigte in den 80er Jahren ca. 500 Personen. Zu dieser Zeit beschäftigte die Firma Sioux, eine weitere Schuhfabrik, ca. 150 Personen.

## Bevölkerungsentwicklung
| Jahr      | 1962 | 1968 | 1975 | 1982 | 1990 | 1999 | 2006 | 2017 |
| Einwohner | 2558 | 2626 | 2743 | 2544 | 2584 | 2637 | 2596 | 2612 |

## Persönlichkeiten
- René Allenbach (1889–1958), Maler, Illustrator, Kupferstecher und Radierer

## Siehe auch

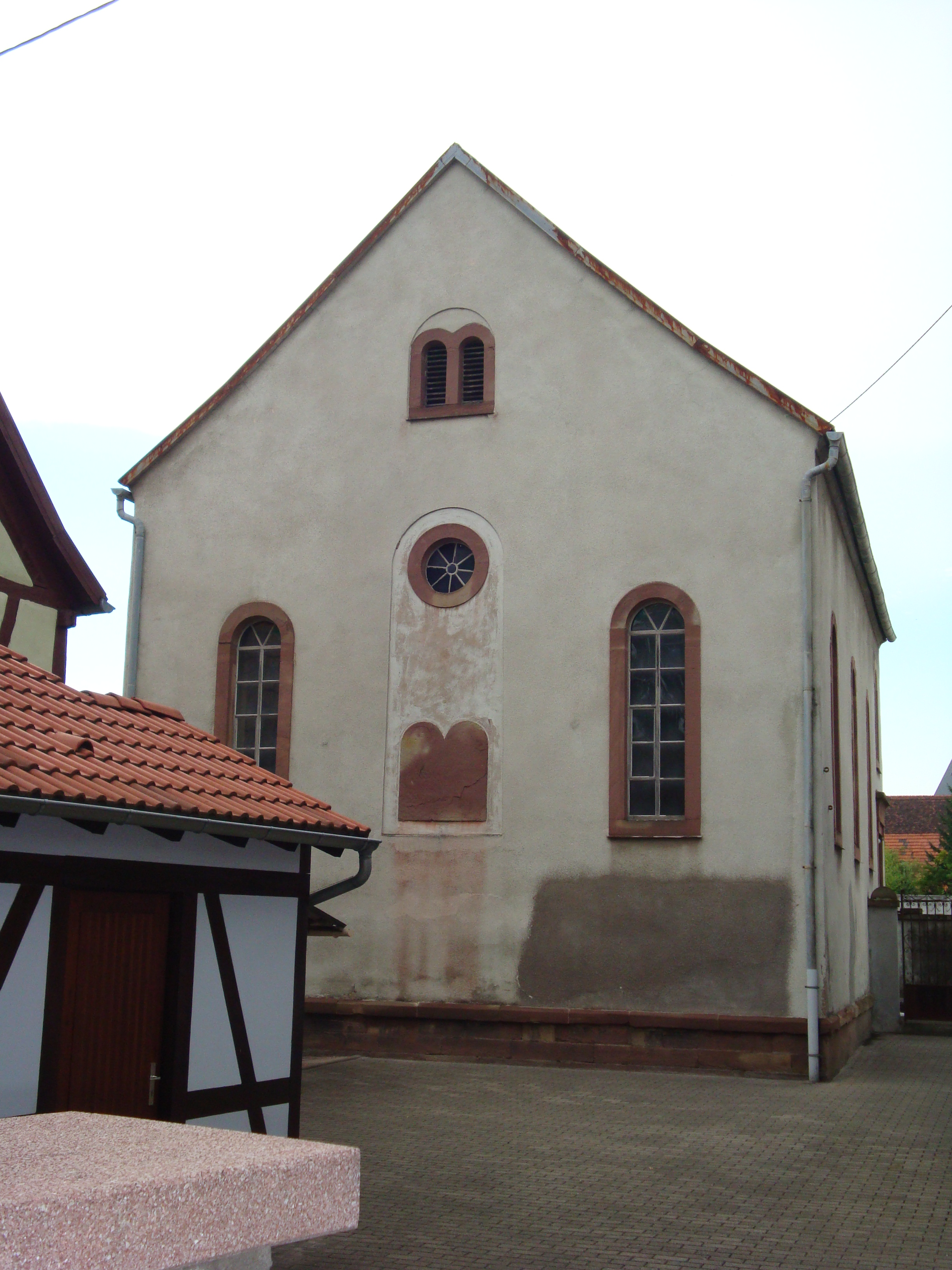
Synagoge Dettwiller
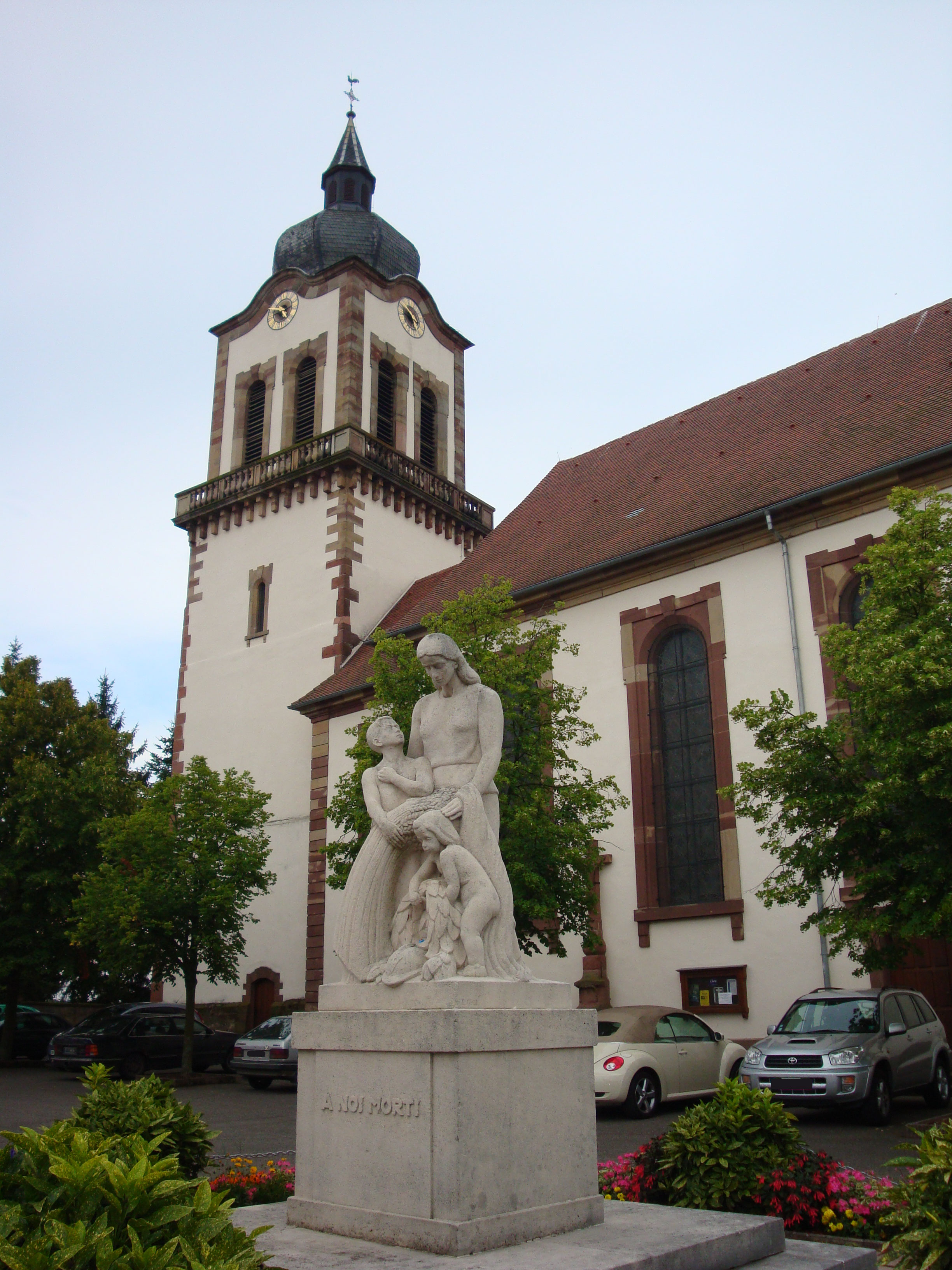
Kirche Saint-Jacques